# نزيه الأحدب
نزيه الأحدب إعلامي لبناني ومقدم برنامج فوق السلطة على قناة الجزيرة منذ نوفمبر/ تشرين الثاني في دولة قطر.

## حياته المهنية
بدأ العمل في سن الواحدة والعشرين عام 1989 كمراسلٍ لصحيفة اللواء اللبنانية في طرابلس، وبعد ذلك بسنة واحدة التحق بتلفزيون الفيحاء ليعمل في مجال إعداد وتقديم الأخبار والبرامج السياسية، وهذه كانت بداية رحلة العمل التلفزيوني التي حملته بعد ذلك إلى تلفزيون طرابلس رئيساً لتحرير الأخبار بالإضافة إلى التقديم.
بعد إقفال وسائل الإعلام المرئي والمسموع بقرار من الحكومة اللبنانية عام 1996، أسَّس نزيه المكتب الإعلامي للتنمية في طرابلس وراسل من خلاله المؤسسة اللبنانية للإرسال والشبكة الوطنية للإرسال، وبعد ذلك بسنتين، التحق بتلفزيون لبنان معداً ومقدماً للأخبار والبرامج السياسية، وتدرج فيه وصولاً إلى منصب نائب مدير الأخبار، ليغادره عام 2008 صوب قناة القدس الفضائية التي عمل فيها حتى عام 2013 مديراً للبرامج السياسية، فضلاً عن التدريب والإعداد والتقديم.

## مع قناة الجزيرة
ينشط نزيه أيضاً في مجال التدريب الإعلامي الحر من خلال عدد من المراكز في المنطقة العربية، مثل مركز الجزيرة للتدريب والتطوير في الدوحة ومركز توتال ميديا كاست في لندن بالإضافة إلى المركز الكندي للتدريب الإعلامي في بيروت.

## فوق السلطة
يقدم على قناة الجزيرة برنامج فوق السلطة منذ عام 2016 بشكلٍ أسبوعي.